# Reformierte Kirche Chamues-ch

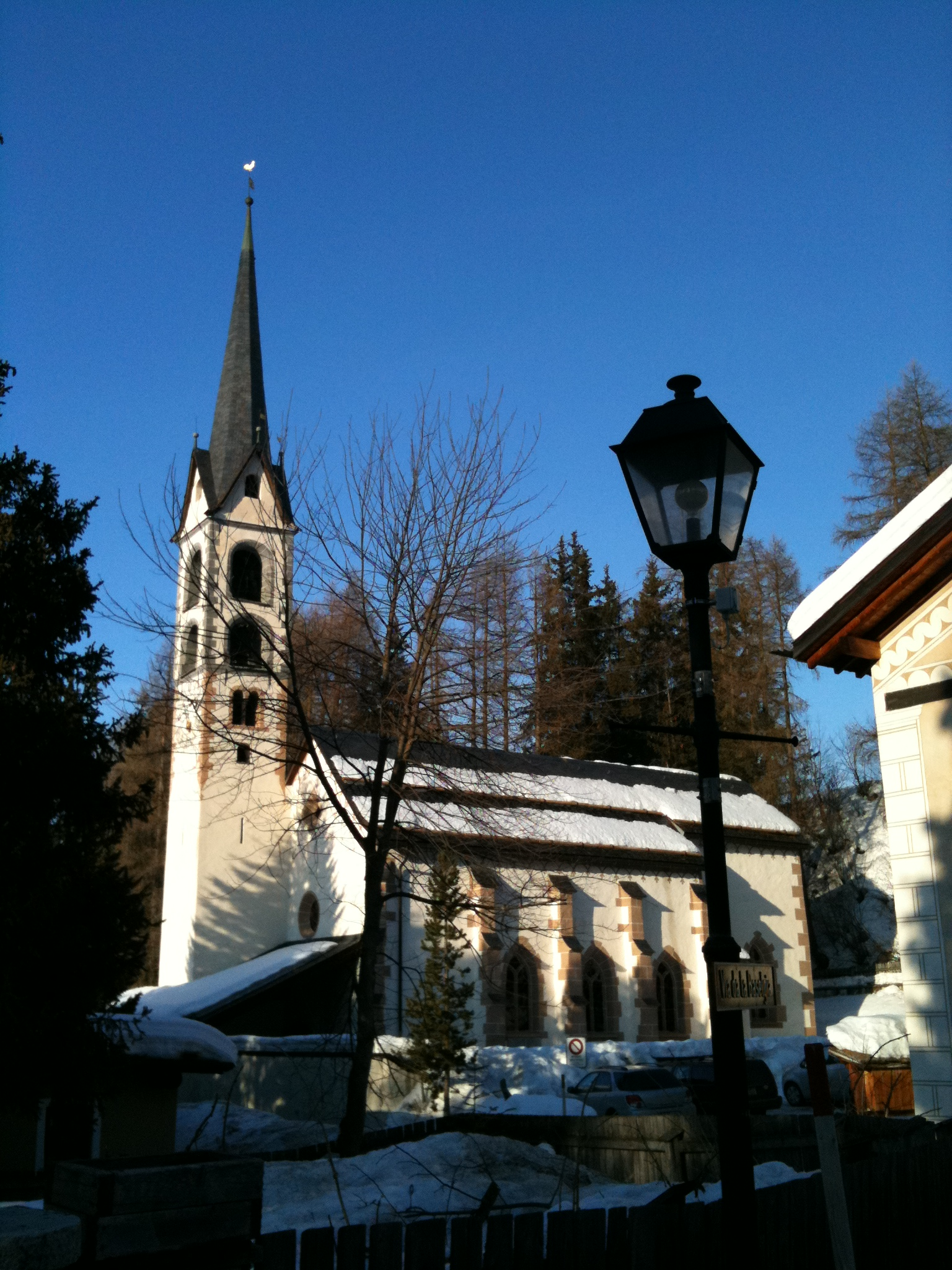
Reformierte Kirche Chamues-ch

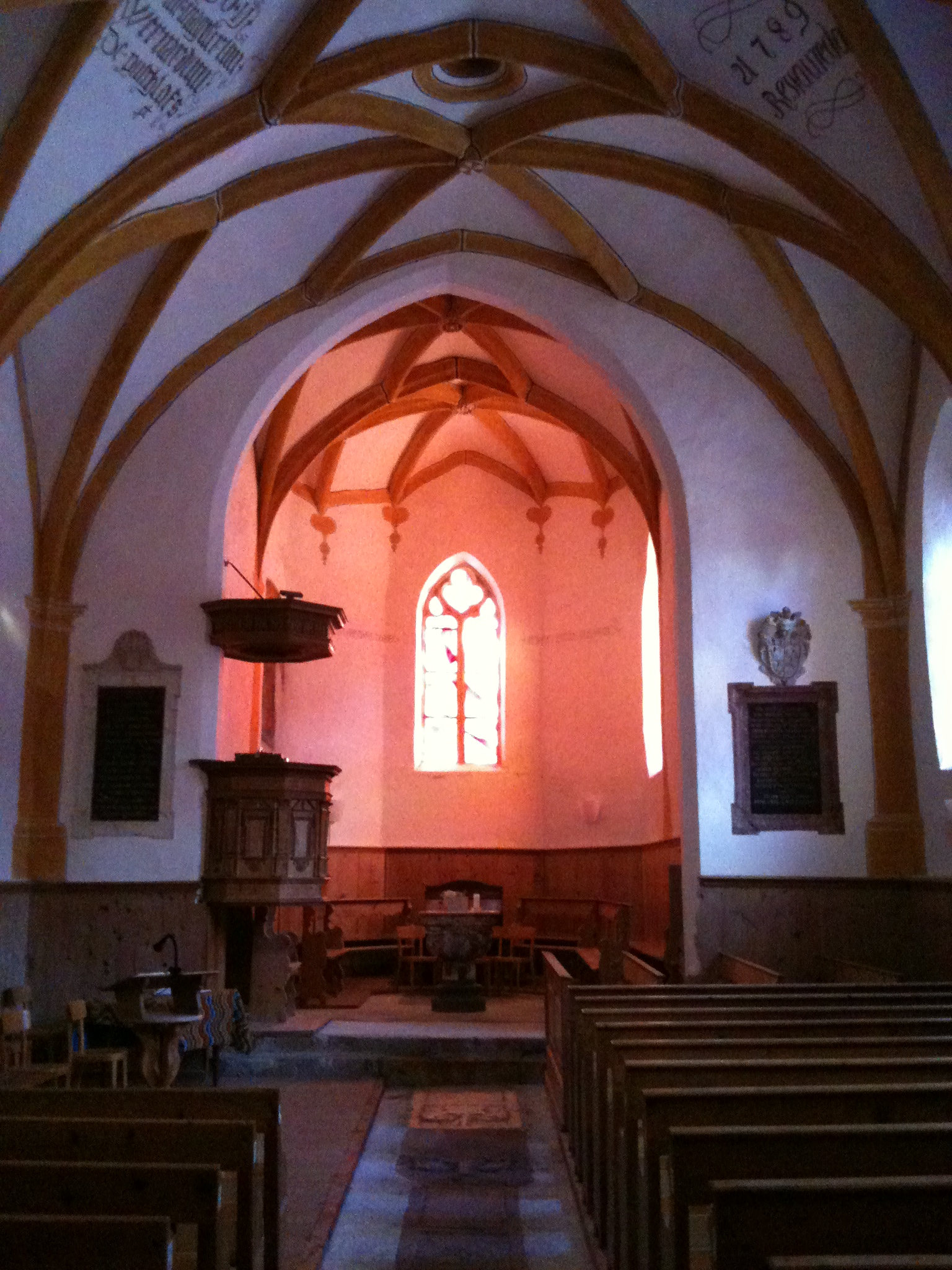
Abendliches Farbspiel im Chor

Die reformierte Kirche im Ortsteil Chamues-ch der Doppelortschaft La Punt Chamues-ch im Oberengadin ist ein evangelisch-reformiertes Gotteshaus unter dem Denkmalschutz des Kantons Graubünden.
Nach ihrem Patrozinium wird sie auch San Andrea genannt.

## Geschichte und Baugeschichte
Im Baubestand weisen die unteren Teile des Turmes sowie die Nord- und Westwand noch in die romanische Zeit (um 1200). Ersturkundlich erwähnt wird 1370 ein romanischer Kirchenbau am heutigen Ort. Das Patrozinium St. Andreas (romanisch: San Andrea) wird 1470 erstmals genannt. Im selben Jahr erfolgte ein erster gotischer Umbau mit Vergrösserung des Schiffes und neuem quadratischem Chor. Der gesamte Innenraum war vermutlich vollständig mit Fresken ausgemalt. 1505 wurde erneut umgebaut durch Meister Bernhard von Puschlav. Es entstand die heutige Form mit – durch Versetzen der Chorbogenwand nach Westen – leicht vergrössertem, mehreckig abgeschlossenem Chor, zugemauerten Seitenaltären, Netzgewölben, verstärkten Aussenstreben und hohen gotischen Fenstern. Die Malereien wurden zugekalkt oder zerstört. Der Turm erhielt zwei zusätzliche Geschosse.
1789 erfolgte eine Renovation, die auch das Erscheinungsbild der umfassenden Renovation von 1979–1982 prägt. Seit 1979 steht die Kirche unter Denkmalschutz.

## Äusseres
Die zwei spätgotischen oberen Geschosse des Turms bergen die drei Glocken. Der Lilienfries unter dem Dachrand des Kirchenschiffs wurde ausgehend von einem originalen Stück rekonstruiert. Eine Mauer umfasst den Friedhof und die in der Mitte stehende Kirche. Durch ein Portal aus Rauhwacke gelangt man in deren gedeckten Vorhof und zum Hauptportal von 1505 – spätgotisch nach romanischem Muster – mit kassettierter Tür und Rundbogen mit begleitendem Schachbrettband und dem Monogramm Christi (IHS). Das Schiff mit abgetreppten Strebepfeilern

## Inneres

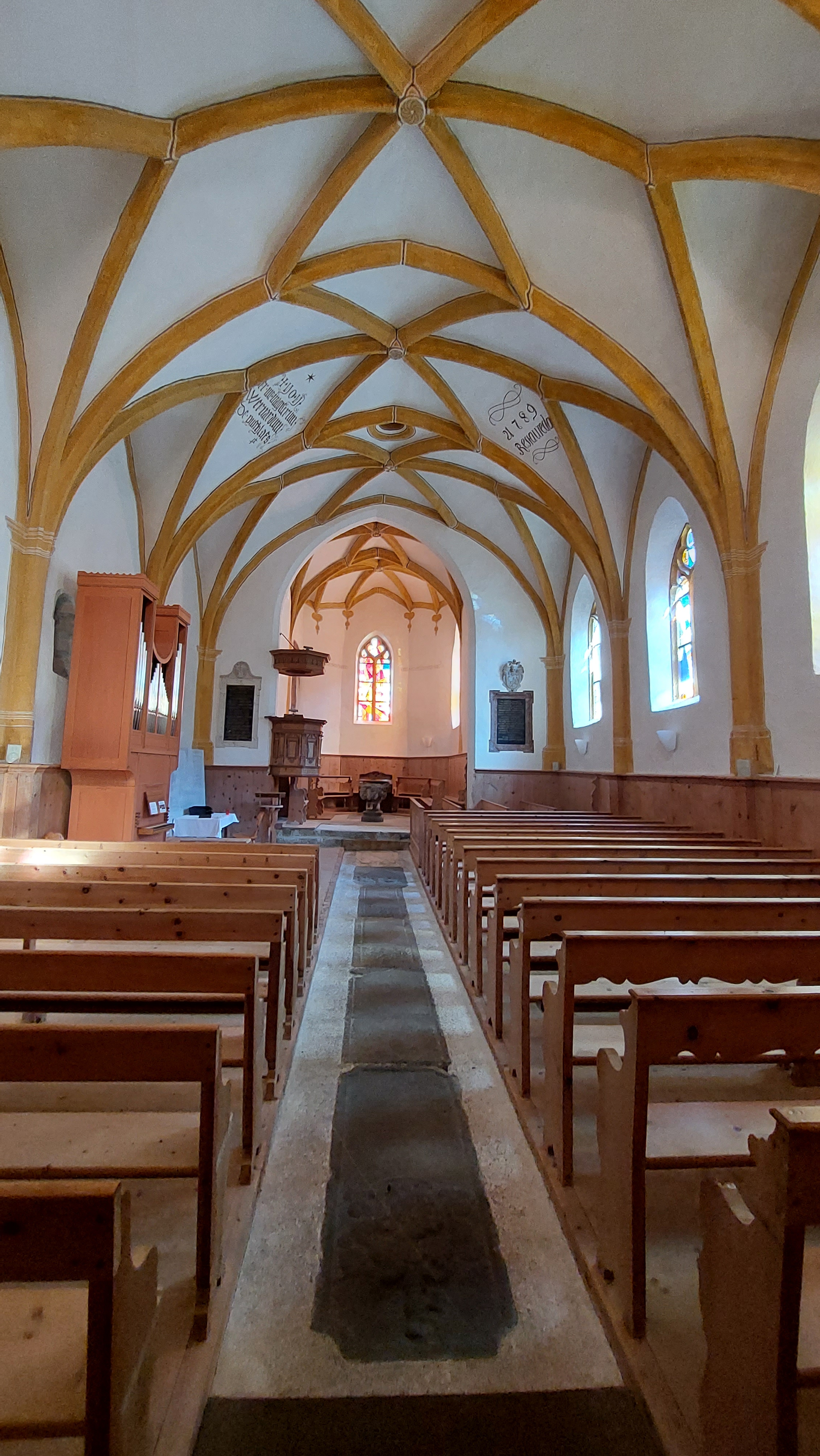
Kirche Innenraum mit Chor

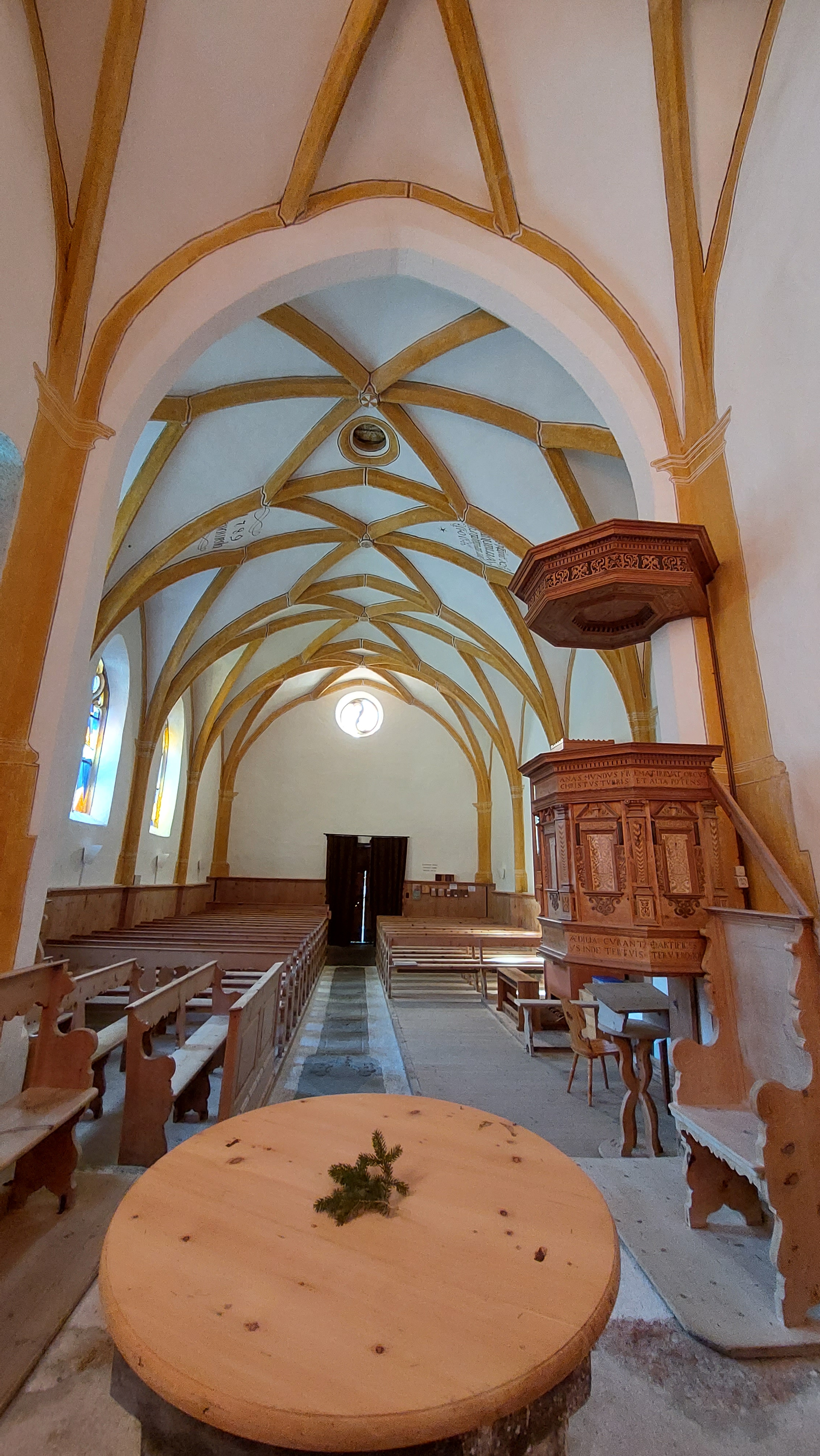
Kirche Innenraum nach Westen

An das vierjochige Langhaus schliesst sich ostwärts der eingezogene und um ca. 40 cm aus der Schiffsachse gegen Norden hin verschobene Chor, der inwendig dreiseitig schliesst, aber ungewöhnlicherweise aussen flach hintermauert ist. Möglicherweise stammen die Umfassungsmauern des Chors noch vom romanischen Bau. Dafür spricht auch, dass der Chor, wie aussen deutlich sichtbar ist, anfänglich niedriger war. Der Chor trägt ein Netzgewölbe von zwei Jochen, dessen Figuration eigentlich für einen auch inwendig rechteckigen Raum disponiert ist. Die einfach gekehlten Rippen wachsen unmittelbar aus der Wand, enden also nicht wie sonst üblich, in Stümpfen oder Diensten. Der eine Schlussstein ist durch eine Vierblattrosette und der andere mit dem Monogramm von Maria geziert.
Über dem Schiff besteht ein Netzgewölbe, dessen einfach gekehlte Rippen an den Langseiten aus Runddiensten, in den Ecken unmittelbar aus der Wand wachsen. Es finden sich glatte, runde Schlusssteine. In der Südwand sind drei Spitzbogenfenster mit Maßwerk über Mittelpfosten, in der Westwand ein Oculus mit Fischblasen. Am Gewölbe steht die Inschrift: 1505 per me magistrum Wernardum de puschlafs.

## Ausstattung
Der Taufstein stammt aus der Zeit des Neubaus (1505). Er hat runden Fuss auf wulstiger Plinthe, das Becken ist paradiesapfelförmig mit achteckigem Rand. Die Kanzel ist als polygonaler Korpus gestaltet und zeigt hermenförmige Pilaster. Die von Reliefornamentik mit Adlermotiven umrahmten Füllungen sind mit Intarsien geziert, der Fries mit Applikationen und lateinischem Distichon. Sie wird datiert 1651.
Grabtafeln: Im Boden des Chores finden sich Grabplatten mit Wappen für Pfarrer Joh. Alexis (gestorben 1712) und ohne Wappen für Pfarrer Joh. Dro (Droschius), gestorben 1737. Im Schiff hat es sechs heraldische Platten der Familie Albertini, die Texte sind meist unleserlich. Zu Seiten des Chorbogens angebracht sind zwei schwarze Marmortafeln mit Inschriften für Jakob Ulrich v. Albertini (gestorben 1697), darüber das gevierte Albertini-Wappen. Aussen an der Südwand des Schiffes ist eine weisse Marmortafel mit Allianzwappen Albertini und Lazzarone.

## Fresken

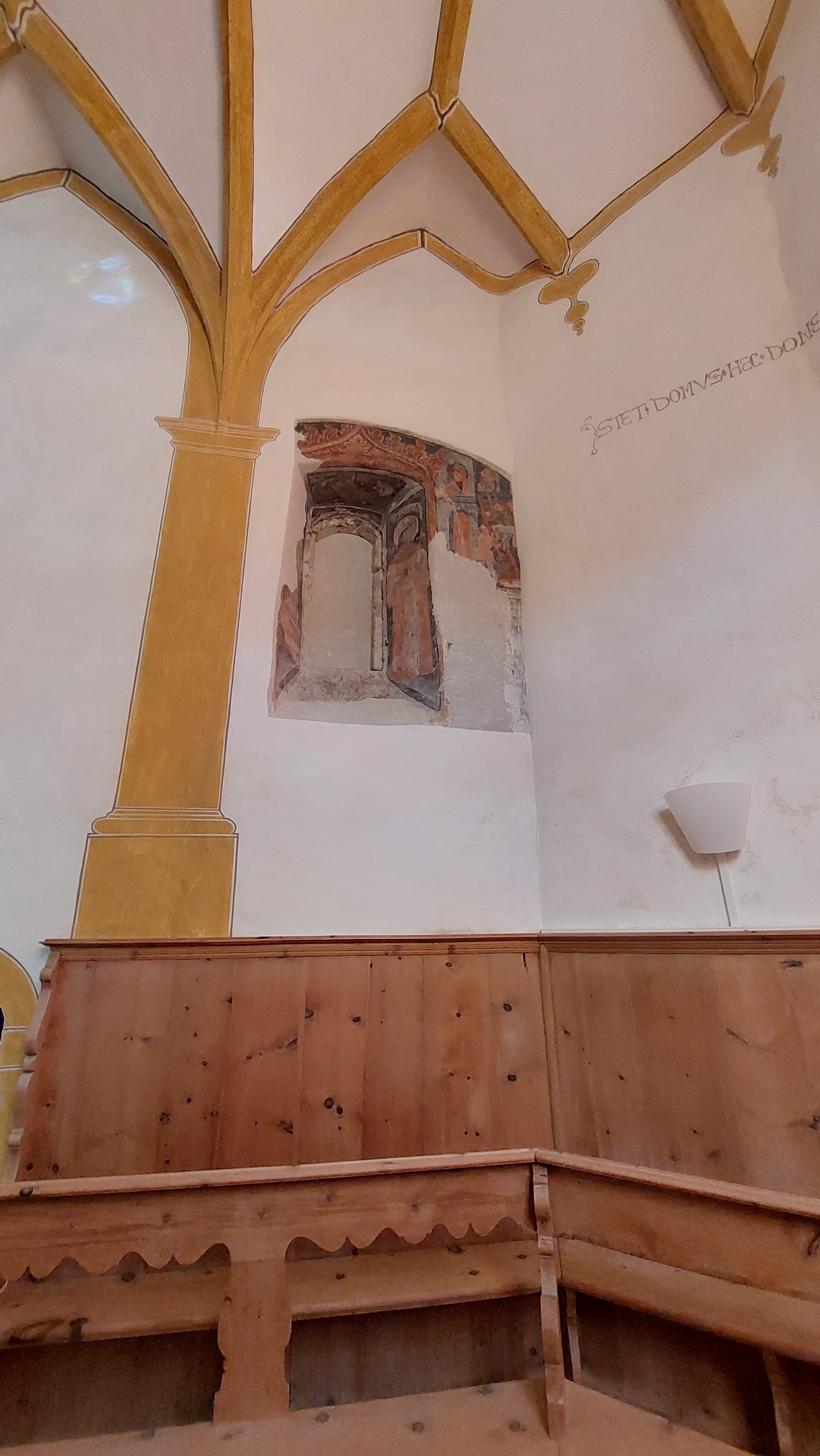
Chamues-ch Kirche, Fresken

In der Kirche finden sich eine Reihe spätgotischer Fresken, teilweise freigelegt und 1980–1981 restauriert:
- Von einem Südtiroler Meister aus dem Jahr 1470: In der Seitennische der südlichen Chorwand, wo sich früher ein Seitenaltar befand. Die thronende, gekrönte Maria lactans (stillende Muttergottes). Derselbe Meister hat wahrscheinlich auch die Kapelle San Bastiaun (Zuoz) ausgemalt.
- Von einer Südtiroler oder oberitalienischen Werkstatt aus dem Jahr 1476: In derselben Seitennische der südlichen Chorwand (unterhalb der gekrönten Maria lactans). Luzius von Chur und Florinus von Remüs. Dieselbe Werkstatt hat wohl auch die Kirche Fex Crasta und die Kirche Silvaplana ausgemalt.
- Von einer oberitalienischen Werkstatt 1485/1486: Madonna mit Kind und ein hl. Bischof (über dem kleinen Butzenfenster in der Seitennische der südlichen Chorwand), Luzius von Chur und Heiliger Sebastian und Fragmente eines Andreas-Zyklus (Nordwand des Chores seitlich des spätgotischen Schartenfensters), monumentaler Christophorus (rechts des Hauptportals). Dieselbe Werkstatt hat wohl auch die Kirche San Gian (Celerina) und Santa Maria (Pontresina) ausgemalte.

## Glasfenster
Im Schiff und Chor befinden sich Glasfenster (1976) von Dea Murk (1932–2003). Jene im Chor nehmen thematisch das Rot der Sonntagstracht der Engadinerinnen auf. Die Fenster im Schiff behandeln motivisch die Werktage: das Goldgelb des Korns, das Braun des fruchtbaren Ackers und das Blau der Oberengadiner Seen.

## Orgel
In der Kirche stand seit langer Zeit ein altes, musikalisch wertloses Harmonium. 1996 wurde mit dem Zürcher Unternehmer Rolf Hatt ein Sponsor für eine Orgel gefunden. Die Kirche erhielt 1998 eine Orgel, aufgestellt mittig an der Nordseite des Schiffs. Erbauer war Arno Caluori, Says (GR), die Beratung erfolgte durch Hansjörg Stalder, St. Moritz. Die leicht ungleichstufige Temperieren folgt van Biesen. Das Instrument umfasst ein Manual, Pedal, 10 Register, mit Pedalkoppel. Es hat Schleifladen und eine mechanische Traktur.

## Turm und Glocken
Ein sehr schlanker Turm steht an der Westfront. Die zwei oberen – um 1505 auf den alten romanischen Turm aufgesetzten – Geschosse kragen etwa 20 cm aus. In zwei Geschossen des alten Teils sind nach jeder Seite einfache Rundbogenfenster, darüber sind gekuppelte, rundbogige grosse Schallfenster mit Teilsäulen über würfelförmigen Basen. Im neuen Teil zeigen sich gefasste, rundbogige Schallöffnungen, Wimpergen und ein Spitzhelm. Im Turm hängen drei Glocken auf zwei Etagen:
1. Durchmesser 111 cm. Gewicht ca. 766 kg. Schlagton f'. Inschrift: 1772, 6. 7BER L'OUA HO SCRUT 3 CHESAS2 MULINS TUOTTAS PUNTS & FAT ORIBELS DANS OASTANS (deutsch: «Am 6. September 1772 hat das Wasser (aus dem Val Chaumera) drei Häuser, zwei Mühlen und alle Brücken zerstört und schreckliche Verwüstungsschäden angerichtet»). O DIEU DA DISGRATIAS. HAT MICH RAGETZ MATHIS GEGOSSEN CANON UND GLOCKENGIESSER IN CHUR 1781. UMGEGOSSEN 1973 DURCH DIE GLOCKENGIESSEREI H. RÜETSCHI IN AARAU.
2. Durchmesser 89 cm. Gewicht ca. 420 kg. Schlagton as'. Inschrift: + FECIT RAGETH MATHIS 1781 +
3. Durchmesser 73,5 cm. Inschrift: DUM SONO VERBUM DEI RESONET IN HOC LOCO - ANNO MDCXCI (1691) JACOB PIRANUS V . D. M- AEDIL . CONSTANT J . G.  ALBERTINO. - PAOLO ANTONI GAFFORI MI FECE (!) IN PUSCHLAVO.

## Kirchliche Organisation
Kirchlich gehörte die Kirche als Tochterkirche zur Mutterkirche Zuoz. 1484 gewährte der Bischof der Kirche San Andrea einen eigenen Priester. Den Gottesdienst besorgten 1525 ein Pfarrer, Frühmesser und Kaplan. Schon 1524 predigte der junge Kaplan Philipp Gallicius in Chamues-ch. 1555 trat ein Teil der Gemeinde zum evangelischen Glauben über, 1561 dann unter Ulrich Campell die ganze Gemeinde.
Innerhalb der evangelisch-reformierten Landeskirche Graubünden bildete La Punt Chamues-ch, das bis Ende 2011 eine Pastorationsgemeinschaft mit Bever GR bildete und seit 2012 mit diesem Dorf zu einer Kirchgemeinde mit Namen Las Agnas fusioniert war, eine eigenständige Kirchgemeinde. Seit 2017 gehört La Punt Chamues-ch zur Evangelisch-reformierten Kirchgemeinde Oberengadin (romanisch: Baselgia evangelica-refurmeda Engiadin'Ota), umgangssprachlich Refurmo genannt.
Nebst der Kirche San Andrea im Ortsteil Chamues-ch befindet sich im Ortsteil La Punt die Reformierte Kirche La Punt.

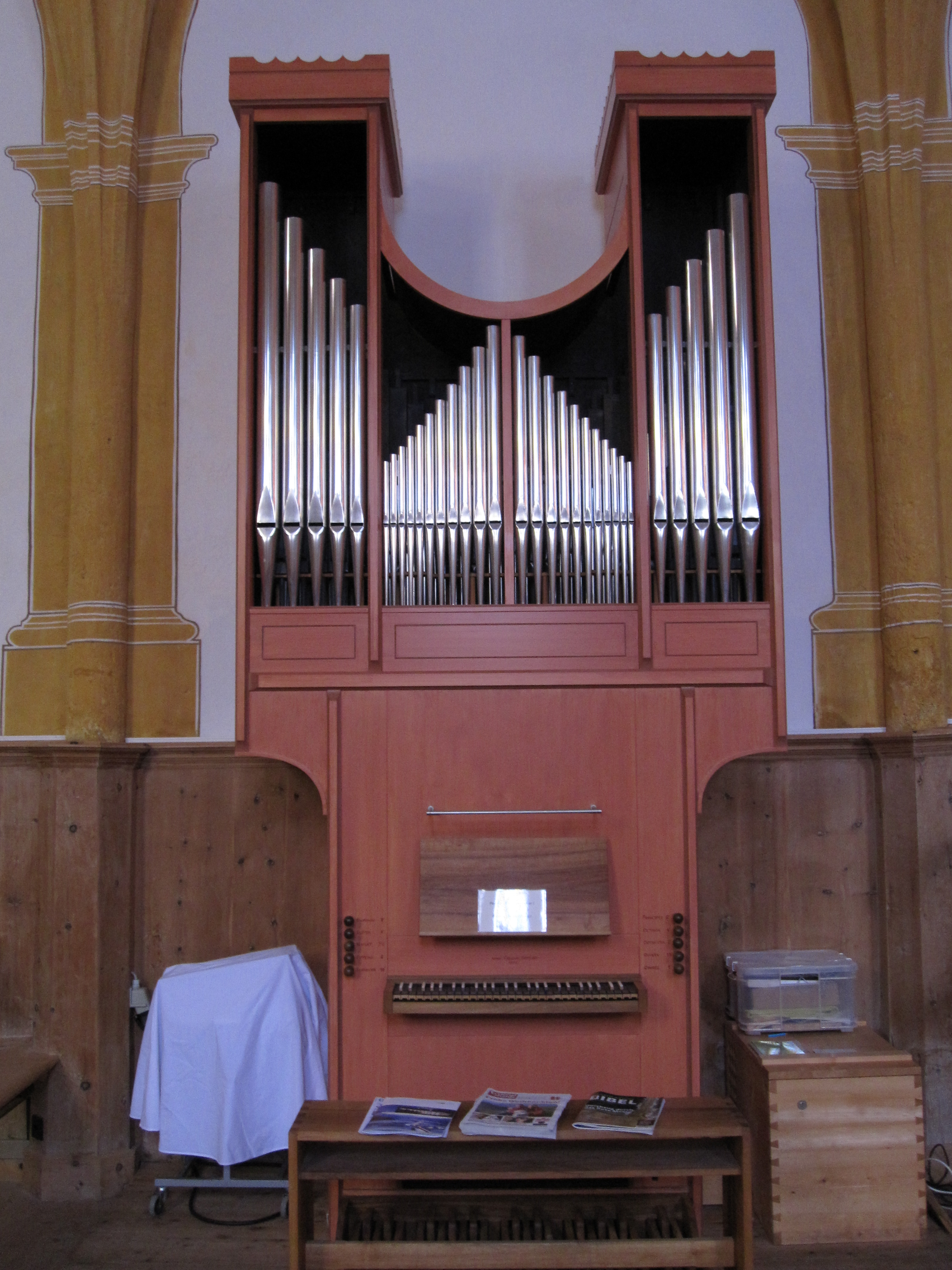
Orgel
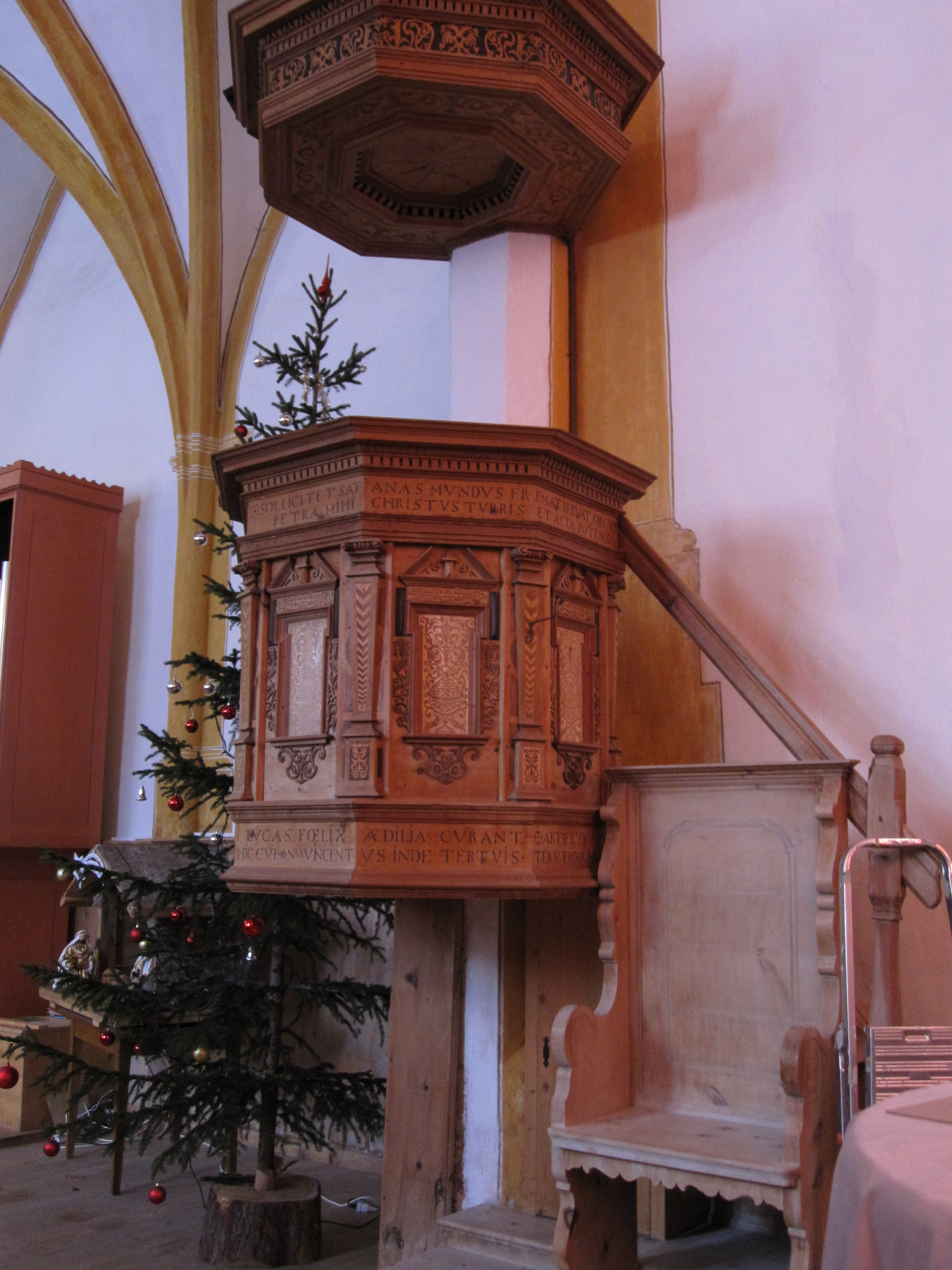
Kanzel
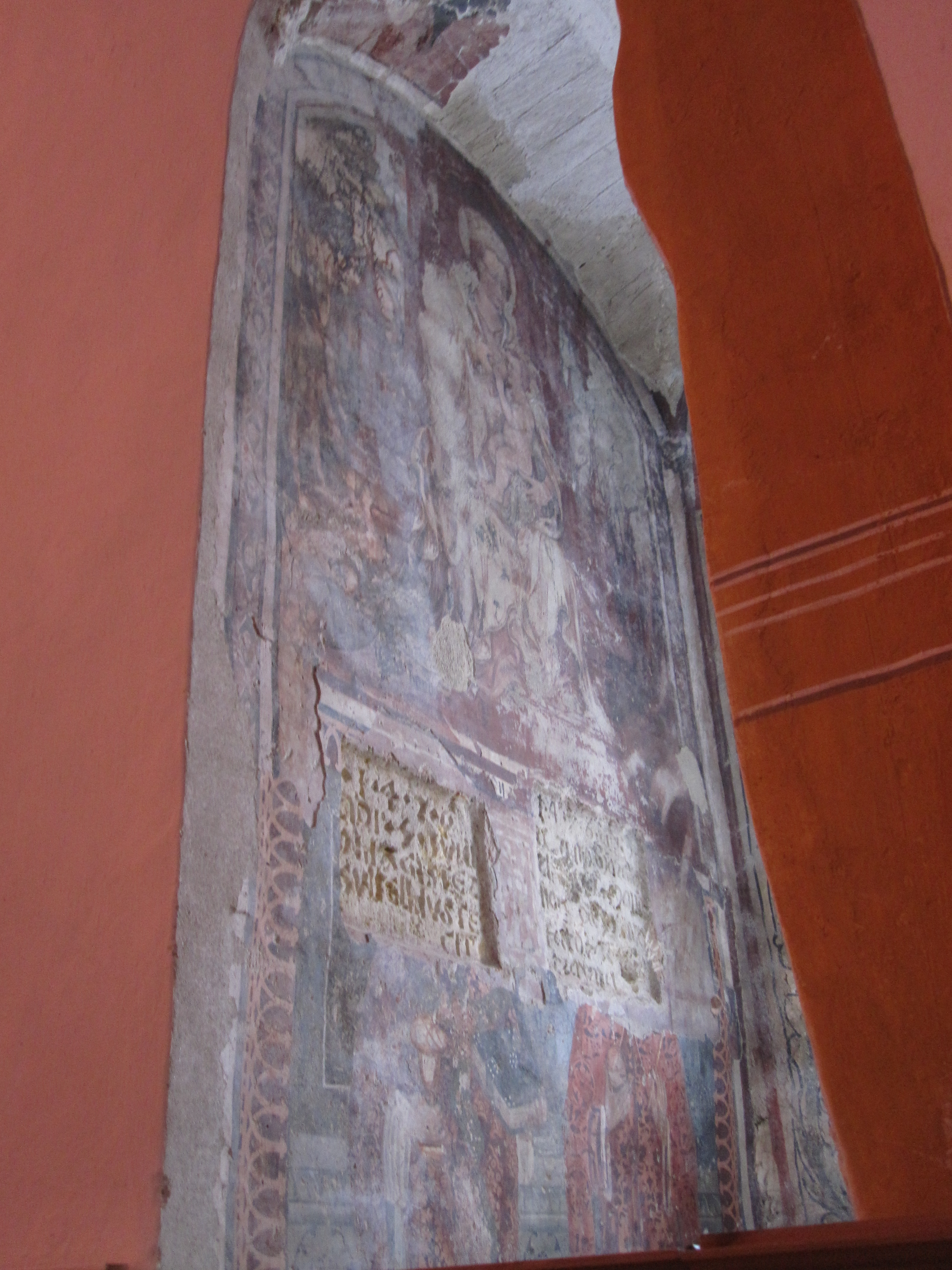
Maria lactans (oben in der Mitte)